# Thời kỳ Bắc thuộc lần thứ tư
Thời kỳ Bắc thuộc lần thứ tư hay còn gọi là thời Minh thuộc trong lịch sử Việt Nam bắt đầu từ năm 1407 khi đế quốc Minh đánh bại nhà Hồ-Đại Ngu và chấm dứt năm 1427 khi Lê Lợi đánh đuổi được quân Minh ra khỏi bờ cõi, giành thắng lợi hoàn toàn trong cuộc khởi nghĩa Lam Sơn. Thời kỳ thuộc Minh chỉ kéo dài 20 năm.

## Lịch sử

### Nhà Minh xâm lược Đại Ngu
Trong những năm đầu thành lập triều Minh, Minh Thái Tổ Chu Nguyên Chương đã công khai chính sách hòa hoãn với các quốc gia nhỏ, giáp biên giới với Trung Quốc. Thậm chí, Minh Thái Tổ còn đặt ra danh sách các nước mà Trung Quốc không được chinh phạt trong chính sách Bất chinh chư di quốc danh (不征諸夷國名 - Các nước man di không nên đánh). Nước Đại Việt (mà "Thiên triều" Trung Quốc quen gọi là An Nam) được đặt đầu tiên trong các nước hướng tây nam Trung Quốc.
Tại Đại Việt, cuối thế kỷ XIV nhà Trần sa sút, Phụ chính Thái sư Hồ Quý Ly dần dần kiểm soát cả triều đình, đưa ra nhiều biện pháp thanh trừng những người trung thành với triều Trần. Lê Quý Ly đổi họ Hồ, soán ngôi nhà Trần, lên làm vua năm 1400, đặt tên nước là Đại Ngu, bắt đầu thực hiện nhiều cải tổ trong hệ thống chính trị và xã hội. Tuy nhiên, do thực hiện quá nhiều thay đổi trong thời gian ngắn, lại không được nhiều cựu thần nhà Trần cũng như dân chúng ủng hộ, lại thêm tình hình kinh tế và xã hội suy yếu vì nhiều nguyên nhân, nên đất nước rơi vào khủng hoảng.
Nhân cơ hội Đại Ngu xảy ra loạn, sau một loạt thăm dò tình hình, năm 1406, Minh Thành Tổ Chu Đệ dùng chiêu bài "phù Trần diệt Hồ", sai hai tướng Hàn Quan, Hoàng Trung đem 10 vạn quân Quảng Tây xâm lược Đại Ngu, đánh tiếng là đưa Trần Thiêm Bình về làm vua (thực ra người này giả mạo là tôn thất nhà Trần). Quân Đại Ngu đón đánh ở biên giới, quân Minh thua trận chạy về. Vua Hồ Hán Thương bắt xử lăng trì Trần Thiêm Bình. Cuối năm này Minh Thành Tổ lại sai Trương Phụ và Mộc Thạnh đem 80 vạn quân đánh Đại Ngu. Quân Đại Ngu do Thượng hoàng Hồ Quý Ly, Hoàng đế Hồ Hán Thương chỉ huy nhanh chóng thất bại hoàn toàn vào giữa năm 1407. Cả Hồ Quý Ly và Hồ Hán Thương bị bắt về Trung Quốc, Đại Ngu bị sáp nhập vào lãnh thổ Đại Minh. Nước Việt bị Trung Quốc đô hộ trở lại sau 500 năm độc lập tự chủ.
Tướng Minh là Trương Phụ xúi giục một số người Việt đến trước quân doanh xin được trở lại làm quận huyện của nhà Minh vì nhà Trần đã tuyệt tự. Minh Thành Tổ nhân đó đổi gọi Đại Ngu thành quận Giao Chỉ với các bộ phận Giao Chỉ đô chỉ huy sử ti (交址都指揮使司), Giao Chỉ đẳng xử thừa tuyên bố chính sử ti (交址等處承宣布政使司), Giao Chỉ đẳng xử đề hình án sát sử ti (交址等處提刑按察使司). Kinh đô Thăng Long trước đây đổi gọi là thành Đông Quan.

### Kháng chiến chống Minh
Ngay khi nhà Hồ thất bại, đã có nhiều phong trào chống Minh bắt đầu nổi lên. Trong các phong trào chống Minh, lớn nhất là sự nổi dậy của nhà Hậu Trần và khởi nghĩa Lam Sơn của Lê Lợi.
Giữa năm 1407, nhân dân huyện Đông Lan và Trà Thanh thuộc Diễn Châu nổi dậy phá ngục, giết huyện quan. Trương Phụ và Trần Húc mang quân vào dẹp.
Tại châu Thất Nguyên (Lạng Sơn), dân tộc bản địa lập căn cứ chống Minh. Trương Phụ sai Cao Sĩ Văn đi đánh, đến châu Quảng Nguyên (Cao Bằng) thì bị quân khởi nghĩa giết chết. Sau Trương Phụ phái Trình Dương tăng viện mới thắng được.
Tháng 11 năm 1407, Phạm Chấn nổi dậy, lập Trần Nguyệt Hồ - một người tự xưng là tông thất nhà Trần - làm vua ở Bình Than. Tuy nhiên chỉ sau một thời gian ngắn, Trần Nguyệt Hồ bị bắt, Phạm Chấn trốn thoát và gia nhập cuộc khởi nghĩa của nhà Hậu Trần.
Dù ban đầu lấy chiêu bài "Phù Trần diệt Hồ" nhưng thực chất sau đó nhà Minh lại sai lùng bắt con cháu nhà Trần. Sự nổi dậy của nhà Hậu Trần bắt đầu từ cuối năm 1407 với sự kiện Trần Ngỗi lên ngôi Hoàng đế, đặt niên hiệu Giản Định. Quân Hậu Trần đã làm chủ từ Thuận Hóa trở ra, tiến ra bắc và đánh bại 10 vạn quân Minh do Chinh di tướng quân Mộc Thạnh, Binh bộ Thượng thư Lưu Tuấn chỉ huy trong trận Bô Cô cuối năm 1408. Nhưng sau đó hiềm khích trong nội bộ khiến lực lượng bị suy yếu nghiêm trọng. Quân Minh bắt được vua Giản Định mang về giết. Cháu Giản Định là Trần Quý Khoáng (Hoàng đế Trùng Quang) tiếp tục lãnh đạo cuộc kháng chiến. Năm 1413, sau trận thư hùng đẫm máu ở kênh Sái Già (Thuận Hoá), vua Trùng Quang và các tướng lĩnh tự sát. Nhà Hậu Trần chấm dứt.
Cùng thời gian nhà Hậu Trần nổi lên, trong năm 1407 - 1408 còn có các phong trào nhỏ lẻ khác như Chu Sư Nhan ở An Định (Thái Nguyên), Trần Nguyên Khoáng, Nguyễn Đa Bí ở Thái Nguyên, Trần Nguyên Thôi ở Tam Đái (Phú Thọ), Trần Nguyệt Tôn ở Đồng Lợi... Do các cuộc khởi nghĩa này quy mô nhỏ, không liên kết được với nhau nên nhanh chóng bị dẹp.
Từ cuối năm 1409, khi Trùng Quang Đế lên ngôi, có thêm nhiều cuộc khởi nghĩa khác. Hoàng Cự Liêm từng bị quân Minh đánh bại, bỏ trốn lại nổi dậy. Thiêm Hữu và Ông Nguyên dấy quân ở Lạng Giang. Bùi Quý Thăng, Nguyễn Khắc Chẩn, Nguyễn Trà, Dương Thế Chân và Ông Lão nổi lên ở Thái Nguyên. Ngoài ra ở Thái Nguyên còn có quân khởi nghĩa "áo đỏ" hoạt động mạnh trong vùng rừng núi vào thượng du Thanh Hóa, Nghệ An.
Đồng Mặc khởi nghĩa ở Thanh Hóa, bắt sống được tướng Minh là Tả Địch và buộc Vương Tuyên tự vẫn. Tại Thanh Oai (Hà Nội) có khởi nghĩa Lê Nhị. Lê Nhị bắt giết cha con tướng Lư Vượng và chiếm giữ Từ Liêm.
Năm 1410, Nông Văn Lịch khởi nghĩa ở Lạng Sơn, giết được nhiều quân Minh. Hàng tướng người Việt là Mạc Thúy mang quân lên dẹp bị trúng tên tử trận.
Sang năm 1411, Trương Phụ được lệnh mang quân sang tiếp viện cho Mộc Thạnh để dẹp các phong trào chống đối của người Việt một lần nữa. Nhà Minh huy động quân 6 Đô ty Tứ Xuyên, Quảng Tây, Giang Tây, Hồ Quảng, Vân Nam, Quý Châu và 14 vệ tiến sang.
Sau khi dẹp được nhà Hậu Trần, quân Minh quay sang dẹp các cuộc khởi nghĩa nhỏ khác. Lúc này nhà Minh cho rằng sự bình định ở Giao Chỉ cơ bản đã hoàn thành, nên điều Trương Phụ cùng một phần lớn đạo quân viễn chinh về nước. Việc đánh dẹp và chiếm giữ được giao lại cho các đạo quân phần nhiều gồm binh lính mộ bản xứ và có các chỉ huy là người Việt. Đây có lẽ là lý do sự chiếm đóng của nhà Minh nhanh chóng sụp đổ khi các binh lính người Việt này nổi dậy hoặc hưởng ứng các cuộc nổi dậy sau này.
Em Trùng Quang Đế là Trần Quý Tám thu thập tàn quân Hậu Trần khởi binh. Một tông thất khác cũng có tên là Trần Nguyệt Hồ (không phải Trần Nguyệt Hồ khởi nghĩa ở Bình Than năm 1407) cũng nổi dậy. Một vài cánh quân nhỏ khác hưởng ứng như Nguyễn Tông Biệt, Hoàng Thiêm Hữu. Tới năm 1415, hầu hết các cánh quân khởi nghĩa bị dẹp, chỉ còn vài phong trào với quy mô hẹp và không ảnh hưởng tới sự cai trị của nhà Minh như Trần Quý Tám ở Tĩnh An (Quảng Ninh), Nguyễn Tống Biệt ở Hạ Hồng,...
Từ năm 1417 trở đi, một loạt các cuộc khởi nghĩa mới lại bùng lên, lần này cuốn hút cả các quan lại người Việt vốn cộng tác, hoặc đầu hàng nhà Minh trước kia. Năm 1417, tổng binh Lý Bân đánh dẹp hai cuộc khởi nghĩa lớn. Đến năm 1418, hai cuộc khởi nghĩa mới lại bùng phát. Theo Dreyer, đợt khởi nghĩa này trùng với thời kỳ nhà Minh mở rộng xây cất tại Bắc Kinh và phát triển hạm đội hải hành viễn chinh Nam Á. Việc xây cất và đóng thuyền đòi hỏi một lượng lớn nhân lực vật lực, đặc biệt là gỗ tốt, mà nguồn cung cấp từ nội địa Trung Quốc đã giảm sút. Việc quan lại nhà Minh, như hoạn quan Mã Kỳ, tăng sưu dịch, vơ vét nguyên liệu, dồn gánh nặng khai thác gỗ lên các tỉnh mới chiếm được như Giao Châu có lẽ đã làm bùng phát sự bất mãn của dân chúng, và cả quan lại người Việt, dẫn đến một làn sóng chống đối nữa.

### Khởi nghĩa Lam Sơn
Năm 1418, Lê Lợi dấy binh, bắt đầu khởi nghĩa ở Lam Sơn. Thời gian đầu, quân Lam Sơn gặp nhiều khó khăn ở vùng núi Thanh Hóa. Từ năm 1424, quân Lam Sơn thay đổi chiến thuật: tiến vào Nghệ An, giải phóng toàn bộ vùng đất phía nam. Sau đó Lê Lợi tiến ra bắc, đánh bại các đạo quân sở tại và 4 đạo quân viện binh lần lượt sang từ năm 1426 đến 1427.
Cuối cùng, tướng nhà Minh là Vương Thông phải xin giảng hòa, rút quân về nước. Người Việt giành lại quyền độc lập tự chủ sau 20 năm. Lê Lợi lên ngôi vua, lập ra nhà Hậu Lê.

## Chính sách cai trị

### Hành chính
Năm 1408, nhà Minh kiểm soát được dân số 3.120.000 người, người "man" 2.087.500 người thì sau 10 năm chỉ còn quản lý được 162.558 hộ với 450.288 nhân khẩu.
Quận Giao Chỉ được thiết lập bộ máy cai trị giống như các đơn vị hành chính của nhà Minh khi đó, gồm có 3 ty (Tam ty) trực tiếp thuộc vào triều đình Yên Kinh (sau này đổi thành Bắc Kinh):
1. Giao Chỉ đô chỉ huy sử ti (交址都指揮使司) phụ trách quân chính.
2. Giao Chỉ đẳng xử thừa tuyên bố chính sử ti (交址等處承宣布政使司) phụ trách dân sự và tài chính.
3. Giao Chỉ đẳng xử đề hình án sát sử ti (交址等處提刑按察使司) phụ trách tư pháp.

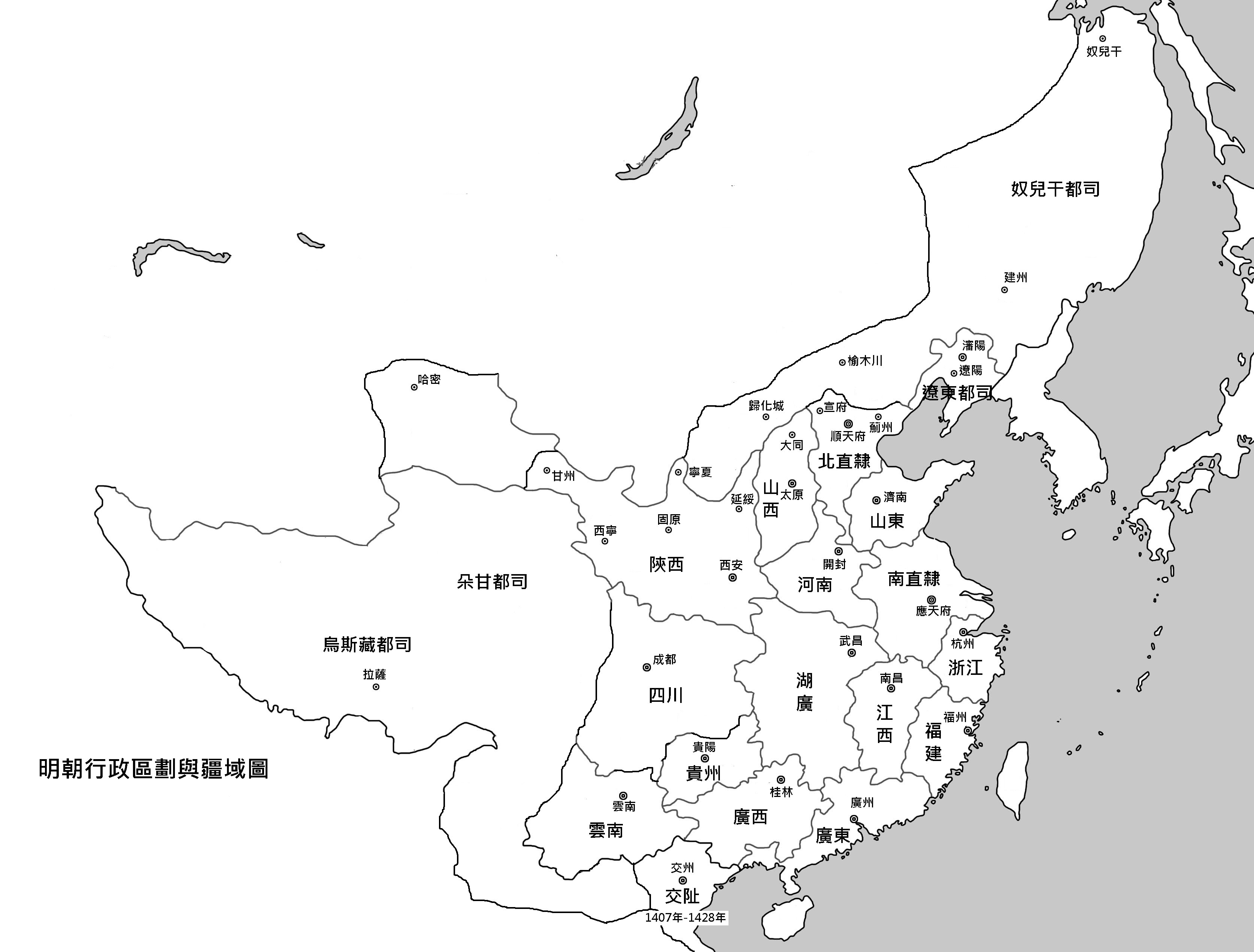
Bản đồ hành chính Trung Quốc thời Minh từ 1402-1424.

Các quan chánh, phó các ty đều là người phương Bắc sang. Một số người Việt được trọng dụng vì có công với nhà Minh như Nguyễn Huân, Mạc Thúy, Lương Nhữ Hốt, Trần Phong, Đỗ Duy Trung…
Để duy trì bộ máy cai trị, năm 1407, nhà Minh thiết lập các vệ quân (5.000 quân) bản xứ, gồm Tả, Hữu, Trung đóng trong thành Đông Quan, Tiền quân đóng ở phía bắc sông Phú Lương, và các thiên hộ sở (1.000 quân), đóng đồn ở những nơi xung yếu, như Thị Cầu cần hai thiên hộ sở, Ải Lưu một thiên hộ sở. Đặt tại Xương Giang một vệ, và Khâu Ôn (Lạng Sơn ngày nay) một vệ quân canh giữ. Trong đạo quân viễn chinh, 2.500 quân Quảng Tây, 4.750 quân Quảng Đông, 6.750 quân Hồ Quảng, 2.500 quân Triết Giang, 1.500 quân Giang Tây, 1.500 quân Phúc Kiến, hơn 4.000 quân Vân Nam được lệnh ở lại. Việc bắt lính bản địa được xúc tiến để hỗ trợ quân Minh đóng đồn giữ.
Các tướng văn, võ nhà Minh ở Giao Chỉ:
- Người Minh: gồm có Trương Phụ, Mộc Thạnh, Lý Bân, Vương Thông, Trần Trí, Lý An, Phương Chính, Hoàng Phúc, Liễu Thăng
- Người Việt: gồm có Nguyễn Huân, Mạc Thúy, Lương Nhữ Hốt, Trần Phong, Đỗ Duy Trung, Phan Liêu

Cao Hùng Trưng, tác giả sách An Nam chí cho biết: Nhà Minh chia quận Giao Chỉ làm 17 phủ là: 
| - Giao Châu (Hà Nội hiện nay, phủ lỵ tại thành Đông Quan) - Bắc Giang (Bắc Ninh hiện nay) - Lạng Giang (Bắc Giang hiện nay, phủ lỵ tại thành Xương Giang) - Tam Giang (Phú Thọ hiện nay) - Thái Nguyên (trước là châu, lập thủ năm 1408) | - Tuyên Hóa (Tuyên Quang-Hà Giang hiện nay, trước là châu, lập thủ năm 1408) - Kiến Bình (Nam Định-Ninh Bình hiện nay) - Tân An (Hải Phòng-Quảng Ninh hiện nay) - Kiến Xương (Thái Bình hiện nay) | - Phụng Hóa (Phủ Thiên Trường thời Trần tại Nam Định) - Thanh Hóa - Trấn Man (Phủ Long Hưng thời Trần tại Thái Bình, là nơi phát tích của triều Trần) - Lạng Sơn | - Tân Bình (Quảng Bình hiện nay) - Nghệ An (gồm cả châu Trà Long và Ngọc Ma) - Thuận Hóa - Thăng Hoa |

Dưới 17 phủ là 47 châu, 154 huyện, 1 vệ, 13 sở, 1 thuyền chợ. Ngoài ra còn có các châu dưới quyền các thổ ty dân tộc như Quảng Nguyên (Cao Bằng), Quy Hóa (Lào Cai-Yên Bái), Gia Hưng (Hòa Bình-Sơn La), Ninh Hóa (Hòa Bình) và Châu Ninh Viễn do Đèo Cát Hãn nắm quyền một cách độc lập.  
Trong 17 phủ, 4 châu trên, phủ Thăng Hoa thực chất chỉ đặt khống vì khi quân Minh tiến đến Hóa Châu thì vua Chiêm Thành là Ba Đích Lại đã mang quân chiếm lại những vùng đất phải nộp cho nhà Hồ trước đây (năm 1402) là 4 châu Thăng, Hoa, Tư, Nghĩa. Do đó trên thực tế nhà Minh chỉ cai quản Giao Chỉ gồm 16 phủ, địa giới phía nam chỉ đến Hóa Châu. Theo Minh thực lục, ngày 16-4-1414, Trương Phụ và Mộc Thành đã cho thiết lập 4 châu ở Giao Chỉ là Thăng, Hoa, Tư, Nghĩa và báo cho vua Chiêm Thành là Chiêm Ba Đích Lại biết.
Trong thời kỳ từ 1408 đến 1413, Nhà Hậu Trần chủ yếu làm chủ từ Nghệ An tới Thuận Hóa. Từ cuối 1425, quân Lam Sơn của Lê Lợi cũng làm chủ vùng đất từ Thanh Hóa đến Thuận Hóa.  
Năm 1408, Trương Phụ tâu về nhà Minh: Giao Chỉ đông tây dài 1760 dặm, nam bắc dài 2700 dặm.
Để tăng cường quản lý Giao Chỉ, năm 1419, theo đề nghị của Lý Bân, nhà Minh tổ chức lại hệ thống xã thôn thành lý và giáp. Cứ 10 hộ thành 1 giáp do Giáp trưởng đứng đầu; 110 hộ thành 1 lý, do lý trưởng đứng đầu. Tương đương với lý, tại nội thành gọi là phường, tại ngoại thành gọi là sương.
Chức năng chính của Lý trưởng và Giáp trưởng là thu thuế cho chính quyền đô hộ. Họ thường bị ép bức và đánh đập nên khi được giao chức đều rất lo sợ.
Để đảm bảo giao thông liên lạc giữa các phủ, châu, huyện của Giao Chỉ với Trung Quốc, năm 1415, nhà Minh cho mở đường thủy Vĩnh An, Vạn Ninh, đặt trạm tiếp đón tận Khâm Châu; đồng thời cho đặt trạm ngựa đến thẳng phủ Hoành Châu. Trên toàn địa bàn Giao Chỉ có 374 nhà trạm, nhiều nhất là phủ Giao Châu có 51 nhà trạm.

### Giáo dục
Năm 1407, khi mới chiếm được Giao Chỉ, nhà Minh sai lùng tìm người tài năng, có sức khỏe, các thợ giỏi bắt mang về Trung Quốc. Kết quả bắt được 7000 người về phục vụ cho triều đình nhà Minh. Nhiều người tài, nghệ nhân của Đại Việt bị bắt đem sang Trung Hoa phục dịch cho Minh triều, mà nổi bật nhất còn lưu lại trong sử sách nước này phải kể đến các vị Hồ Nguyên Trừng, Nguyễn An... 
Từ năm 1410, nhà Minh cho lập trường học ở các châu, phủ, huyện theo quy chế của Trung Quốc. Đến năm 1417 có 161 trường học. Tuy mở trường nhưng nhà Minh không tổ chức cho người Giao Chỉ thi mà chỉ để lựa chọn các nho sinh có học vấn để sung vào lệ tuyển cống cho triều đình hằng năm.

### Kinh tế
Năm 1407, sau khi đánh bại nhà Hồ, nhà Minh đã vơ vét mang sang phương Bắc 235,900 con voi, ngựa, trâu bò; thóc gạo 13,6 triệu thạch, thuyền bè 8670 chiếc, binh khí hơn 2,5 triệu chiếc .
Nhằm thực hiện nền thống trị lâu dài, nhà Minh không ngừng xây thành lũy, cầu cống, đường sá. Hàng chục vạn dân đinh từ 16 đến 60 tuổi phải ra các công trường với chế độ lao dịch cưỡng bức và sinh hoạt rất thiếu thốn.
Các công trường khai thác mỏ và mò ngọc trai cũng nhiều nhân công. Những người thợ phải làm việc trong điều kiện khắc nghiệt, nguy hiểm đến tính mạng. 

#### Dịch bệnh
Cuộc xâm lăng của quân Minh cộng với di dân ồ ạt từ Trung Hoa vào Đại Việt đã mang theo nhiều dịch bệnh. Đại Việt sử ký toàn thư ghi chép: Năm Hưng Khánh năm thứ I (1407), năm ấy đói và dịch bệnh, nhân dân không cày cấy được, người chết gối lên nhau. Hưng Khánh năm thứ 3 (1409), năm này đói và dịch bệnh còn nặng hơn năm trước.

#### Thuế khóa
Chính sách thuế khóa mà nhà Minh áp dụng với Giao Chỉ là rất nặng nề, trong đó có 2 ngạch chính là thuế ruộng đất và thuế công thương nghiệp. Nhà Minh cử nhiều hoạn quan sang Việt Nam để tiến hành thu thập thuế, cống gửi về kinh đô, đồng thời vơ vét thêm chừng ấy nữa cho riêng mình.. Các viên quan này tham lam đến độ chính bản thân Hoàng đế nhà Minh phải can thiệp vào việc chỉ định quan lại sang Giao Chỉ. Vua Minh Nhân Tông phải bác việc Mã Kỳ tiếp tục muốn được bổ nhiệm quản lý việc thu vàng, bạc, trầm hương, ngọc trai tại đây năm 1424.
Do thường xuyên phải đối phó với những cuộc chống đối của người Việt, phạm vi kiểm soát ruộng đất của nhà Minh chỉ chủ yếu ở miền xung quanh Đông Quan.
Từ năm 1407 – 1413, nhà Minh không có khả năng quản lý ruộng đất, số ngạch khi tăng khi giảm không ổn định. Ruộng đất chỉ được trưng dụng một phần để ban cấp cho các thổ quan người Việt thay cho lương. Để cung ứng lương thực cho quân đội, nhà Minh không trông chờ vào nguồn tô thuế ruộng mà phải cho lính mở đồn điền tự sản xuất hoặc dùng hình thức trưng thu để vơ vét.
Năm 1414, sau khi dẹp xong nhà Hậu Trần, nhà Minh bắt dân Việt kê khai số ruộng đất trồng rau, trưng thu lương thực, tơ tằm và bắt đầu định ngạch thuế ruộng. Trên danh nghĩa thì lấy mức thu 5 thăng trên 1 mẫu như thời nhà Hồ, nhưng bắt dân tự khai khống 1 mẫu thành 3 mẫu để thu 3 phần thuế. Do đó trên thực tế mức thu cao gấp 3 lần nhà Hồ.
Ngoài thuế ruộng, còn nhiều loại thuế thủ công nghiệp và thương mại. Hàng loạt Ty Thuế khóa, Ty Hà bạc, Ty Tuần kiểm được đặt ra để tận thu.
Để tăng cường khai thác tài nguyên, năm 1415 nhà Minh tiến hành khám thu các mỏ vàng, mỏ bạc, mộ phu đãi vàng và mò trân châu. Năm 1418, nhà Minh mở trường mò ngọc trai, tìm kiếm hương liệu; bắt người Việt săn bắt những thú vật quý để nộp như rùa 9 đuôi, vượn bạc má, chồn trắng, hươu trắng, voi trắng.
Đối với nghề nấu muối và bán muối, nhà Minh nắm quyền khai thác độc quyền. Người đi đường chỉ được đem 3 bát muối và 1 lọ nước mắm.
Chính sách thuế khóa của nhà Minh làm người Việt kiệt quệ điêu đứng. Việc làm sai dịch và nộp lương liên miên khiến năm 1418 từ Diễn Châu trở vào nam không được cày cấy. Tuy nhà Minh thực hiện chính sách thuế khóa nặng nề, trưng thu lương thực, nhưng các cuộc nổi dậy liên tiếp cùng tình hình loạn lạc tại Giao Chỉ khiến việc chiếm đóng của nhà Minh trở nên rất tốn kém. Lương thực thu được tại chỗ không đủ cung ứng cho số quan lại và binh lính. Từ khoảng những năm 1420, nhà Minh liên tục phải vận chuyển lương thực từ Lưỡng Quảng sang Giao Chỉ để cung cấp. Việc điều động người và của cho các đợt viễn chinh liên tục đòi hỏi cả miền nam Trung Quốc phải cung cấp, phục dịch. Năm 1424, khi khởi nghĩa Lam Sơn lớn mạnh, nhà Minh mới ra một số chính sách xoa dịu người Việt như đình chỉ khai thác vàng bạc, khoan giảm trưng thu thuế khóa…

### Chính sách đồng hóa

#### Tôn giáo tín ngưỡng
Người Việt bị bắt phải theo những phong tục tập quán của Trung Quốc: phải để tóc dài, không được cắt tóc; phải để răng trắng không được nhuộm; phụ nữ phải mặc áo ngắn quần dài (nguyên văn tiếng Hán: 短衣長裙 (đoản y trường quần), từ "quần" ở đây cũng có nghĩa là chỉ "váy") giống Trung Quốc. Quan lại phải đội khăn đầu rìu, áo viền cổ tròn có vạt, áo dài vạt bằng tơ lụa, hài ống cao có dây thắt.
Tục thờ cúng và sinh hoạt tín ngưỡng của người Việt cũng bị đàn áp thô bạo. Nhiều đàn tràng thờ kiểu Trung Quốc được lập.
Đạo Phật tại Việt Nam phát triển cực thịnh vào thời Lý, Trần, có ảnh hưởng rất sâu rộng đến đời sống người dân Đại Việt. Số lượng trước tác về đạo Phật thời này rất nhiều, ngày nay chỉ còn lại Thiền Uyển tập anh cũng là do chính sách hủy diệt của nhà Minh. Đại Tạng Kinh thực hiện và ấn loát nhiều lần dưới triều Trần, mỗi lần in hàng ngàn cuốn; sách Thiền Tông Chỉ Nam, Bình Đẳng Sám Hối Khoa Văn của Trần Thái Tông, Thạch Thất Mỵ Ngữ, Thiền Lâm Thiết Chủy Ngữ Lục, Đại Hương Hải Ấn Thi Tập, Trúc Lâm Hậu Lục, Tăng Già Toái Sự của Trúc Lâm Điều Ngự (tức vua Trần Nhân Tông) và tám tác phẩm của Pháp Loa không tác phẩm nào còn lại.
Nhà Minh đưa sang những tác phẩm Trung Hoa về Nho giáo, Phật giáo, Lão giáo cho người Việt học. Chính quyền đô hộ lập Tăng Cương Ty và Đạo Kỳ Ty để lo việc giáo dục Phật giáo và Lão giáo theo mẫu mực Trung Hoa.

#### Văn hóa
Đại Việt từ khi chính thức độc lập vào thế kỷ X, trải qua gần 500 năm đã lớn mạnh nhanh chóng, giữ vững bờ cõi, xâm lấn về phía nam, tất cả các mặt đều phát triển mạnh mẽ, nhất là văn hóa đã trở thành quốc hồn quốc túy và có nhiều nét riêng biệt so với Bắc triều. Chẳng hạn vua Trần Nhân Tông xuất gia lập nên Thiền phái Trúc Lâm Yên Tử là việc chưa hề thấy trong lịch sử Trung Hoa. Sự lớn mạnh và độc lập của Đại Việt là một hiểm họa cho Bắc triều đã được chứng minh qua các cuộc chiến tranh Việt - Tống, Việt - Nguyên; nên nhà Minh từ khi nắm quyền không thể không biết. Nhằm thủ tiêu nền văn hóa của người Việt, ngay năm 1406, khi phát binh đánh Đại Ngu, Minh Thành Tổ đã ban sắc viết:
Khi binh lính vào nước Nam, trừ các kinh Nho gia, kinh Phật, đạo Lão không thiêu hủy. Ngoài ra, tất cả sách vở, văn tự cho đến các loại văn tự ghi chép ca lý dân gian, hay sách dạy trẻ con học… đều đốt hết. Phàm những văn bia do Trung Quốc dựng từ xưa thì đều phải giữ cẩn thận, còn các bia do An Nam dựng thì phá hủy tất cả, một chữ không để sót.
Năm 1407, Minh Thành Tổ ra chiếu lệnh thứ hai nhằm hủy diệt văn hóa triệt để hơn:
Nhiều lần trẫm đã bảo các ngươi, phàm An Nam có văn tự gì, kể cả các câu hát dân gian,… các bia dù dựng lên một mảnh, hễ nom thấy là phá hủy hết. … Sách vở do quân lính bắt được phải ra lệnh đốt luôn, chớ được lưu lại
Sự hủy diệt đó khiến Ngô Sĩ Liên, nhà sử học chứng kiến những sự kiện này than rằng:
Giáo mác đầy đường đâu cũng thấy quân Minh cuồng bạo. Sách vở cả nước thành một đống tro tàn.
Năm 1418, nhà Minh sai Hạ Thanh và Hạ Thì sang thu các loại sách ghi chép về sự tích xưa của người Việt đưa về Trung Quốc. Các tác phẩm văn học, sử học, pháp luật, quân sự của đời trước đã bị tịch thu gồm:
- Hình thư của Lý Thái Tông: 3 quyển.
- Quốc triều thông lễ của Trần Thái Tông: 10 quyển.
- Hình luật của Trần Thái Tông: 1 quyển.
- Khóa hư tập của Trần Thái Tông: 1 quyển.
- Ngự thi của Trần Thái Tông: 1 quyển.
- Di hậu lục của Trần Thánh Tông: 2 quyển.
- Cơ cừu lục của Trần Thánh Tông: 1 quyển.
- Trần Triều đại điển của Trần Dụ Tông: 1 quyển.
- Trùng Hưng thực lục của Trần Nhân Tông: 1 quyển.
- Thi tập của Trần Nhân Tông: 1 quyển.
- Thủy vân tùy bút của Trần Anh Tông: 1 quyển.
- Thi tập của Trần Minh Tông: 1 quyển.
- Bảo Hòa điện dư bút của Trần Nghệ Tông: 8 quyển.
- Thi tập của Trần Nghệ Tông: 1 quyển.
- Việt điện u linh tập của Lý Tế Xuyên: 1 quyển.
- Binh thư yếu lược của Trần Hưng Đạo: 1 quyển.
- Vạn Kiếp bí truyền của Trần Hưng Đạo: 1 quyển.
- Tứ thư thuyết ước của Chu Văn An: 1 quyển.
- Tiều Ẩn thi của Chu Văn An: 1 quyển.
- Sầm lâu tập của Trần Quốc Tụy: 1 quyển.
- Lạc Đạo tập của Trần Quang Khải: 1 quyển.
- Băng Hồ ngọc thác tập của Trần Nguyên Đán: 1 quyển.
- Giới Hiên thi tập của Nguyễn Trung Ngạn: 1 quyển.
- Hiệp thạch tập của Phạm Sư Mạnh: 1 quyển.
- Cúc Đường di cảo của Trần Nguyên Đào: 2 quyển.
- Thảo nhàn hiên tần của Hồ Tông Thốc: 1 quyển.
- Việt Nam thế chí của Hồ Tông Thốc: 1 bộ.
- Việt sử cương mục của Hồ Tông Thốc: 1 quyển.
- Đại Việt sử ký của Lê Văn Hưu: 1 quyển.
- Nhị Khê thi tập của Nguyễn Phi Khanh: 1 quyển.
- Phi sa tập của Hàn Thuyên: 1 quyển.